# Mademoiselle Louise
Mademoiselle Louise est une série de bande dessinée belge créée par André Geerts, que l'on retrouve au dessin et Sergio Salma au scénario. La série se trouve désormais orpheline depuis le décès d'André Geerts en 2010.

## Synopsis
Louise a un père milliardaire qui lui offre tout ce qu'elle désire et même plus. Surprotégée par sa nounou, Millie, elle rêve d'être une petite fille comme toutes les autres. Elle voudrait aller à l'école, avoir des amis et voir plus souvent son père plutôt que de rester seule dans sa grande maison. Louise a tout de même un amoureux, Richard, qu'elle voit en cachette.

## Les personnages
- Louise est une petite fille. Très riche et gâtée par son père, elle rêve de devenir une jeune fille comme toutes les autres. Elle aime Richard en cachette, un jeune garçon de son âge qu'elle retrouve chaque jeudi.
- Millie est une nounou irréprochable, au service du père de Louise. Omniprésente, efficace et très affectueuse, elle tente de combler le vide de Louise lorsque son papa est absent. Et comme elle travaille pour des gens très riches, Millie a elle-même une femme de ménage !
- Richard est l'amoureux secret de Louise (car Millie et le Père de Louise ne voient pas cette fréquentation d'un très bon œil). Gentil et attentionné, il est toujours impressionné par le nombre de jouets que possède Louise et essaie, tant bien que mal et même s'il n'est pas très riche, de lui faire plaisir.
- André Lageole dit « Dédé-la-veine » rêve plus que tout au monde d'enlever Mademoiselle Louise et d'exiger une mirobolante rançon à son père milliardaire. Depuis la caravane où il vit avec sa fiancée, il émet les idées les plus saugrenues pour kidnapper la riche héritière. Mais, malchanceux, ses plans ratent les uns après les autres.
- Le papa de Louise est très souvent absent et gâte énormément sa fille. Veuf, il consacre sa vie à son travail et très peu à sa progéniture, ce que lui reproche la petite Louise.

## Publication

### Albums
- 1 Un papa cadeau, Casterman, 1993
Scénario : Sergio Salma - Dessin et couleurs : André Geerts - 2-203-36101-8

- 2 Cher petit trésor, Casterman, 1997
Scénario : Sergio Salma - Dessin et couleurs : André Geerts - 2-203-36102-6[2]

- 3 Une gamine en or, Dupuis, 2007
Scénario : Sergio Salma - Dessin : André Geerts et Mauricet - Couleurs : Benoît Bekaert - 978-2-8001-3981-4

- 4 Cash-cache, Dupuis, 2009
Scénario : Sergio Salma - Dessin : André Geerts - Couleurs : Benoît Bekaert - 978-2-8001-4347-7

### Historique
La série est co-créée au début des années 1990 par André Geerts et Sergio Salma, à destination d'un nouvel hebdomadaire destiné à la jeunesse, Schtroumpf Magazine.  
Sergio Salma a en effet collaboré avec Geerts lors de son passage dans la rédaction du Spirou, où il a travaillé pour de nombreux artistes de la maison, pour lesquels il a écrit et fournit des idées. Geerts fait partie de ces auteurs. C'est donc en tant que scénariste que Salma se lance dans cette nouvelle aventure.
À la suite du refus des éditions Dupuis de lancer la série en albums (de crainte d'un double emploi avec Jojo, la série écrite et dessinée par Geerts, et pré-publiée dans Le Journal de Spirou), Salma présente ce nouvel univers aux éditions Casterman, conjointement à Nathalie, sa propre série en tant que scénariste et dessinateur, et jusque-là seulement publiée dans Tintin Reporter. La maison d'édition, qui cherche alors à développer une nouvelle collection destinée à la jeunesse, accepte les deux créations.
Cependant, seuls deux albums verront le jour : un premier en 1993, et le second en 1997. Par la suite, Geerts préfère se consacrer à Jojo. De son côté, Salma se consacre à Nathalie et à d'autres projets, surtout pour Casterman.
En 2004, les éditions  Dupuis proposent au tandem de récupérer Mademoiselle Louise et de la relancer. Dès 2005, la série est publiée dans Spirou et a droit à un reportage sur son co-créateur, André Geerts, dans le magazine belge Flouzz mag. Et en 2006, sont réédités les deux premiers tomes, dans une toute nouvelle collection destinée aux plus jeunes, Punaise. Le titre du premier tome est modifié pour devenir Un Papa cadeau. Un troisième album sort la même année. Salma reprend l'écriture de la série. Pour ce qui est du dessin, André Geerts en assure toujours la mise à l'encre mais il est désormais assisté de Mauricet, chargé des crayonnés.
En 2009, un quatrième album sort, dans un format plus carré, avec cette fois Salma assurant aussi les crayonnés. Le dessin évolue ainsi légèrement, s'éloignant du trait popularisé par Jojo pour rejoindre celui de Nathalie.

## Récompense
- 1994 : Prix du jury œcuménique de la bande dessinée